# Fatbardh Jera
Fatbardh Jera (Scutari, 8 febbraio 1960) è un ex calciatore albanese, di ruolo difensore.

## Carriera

### Nazionale
Ha collezionato 15 presenze con la Nazionale albanese.